# 常盤公園 (さいたま市)

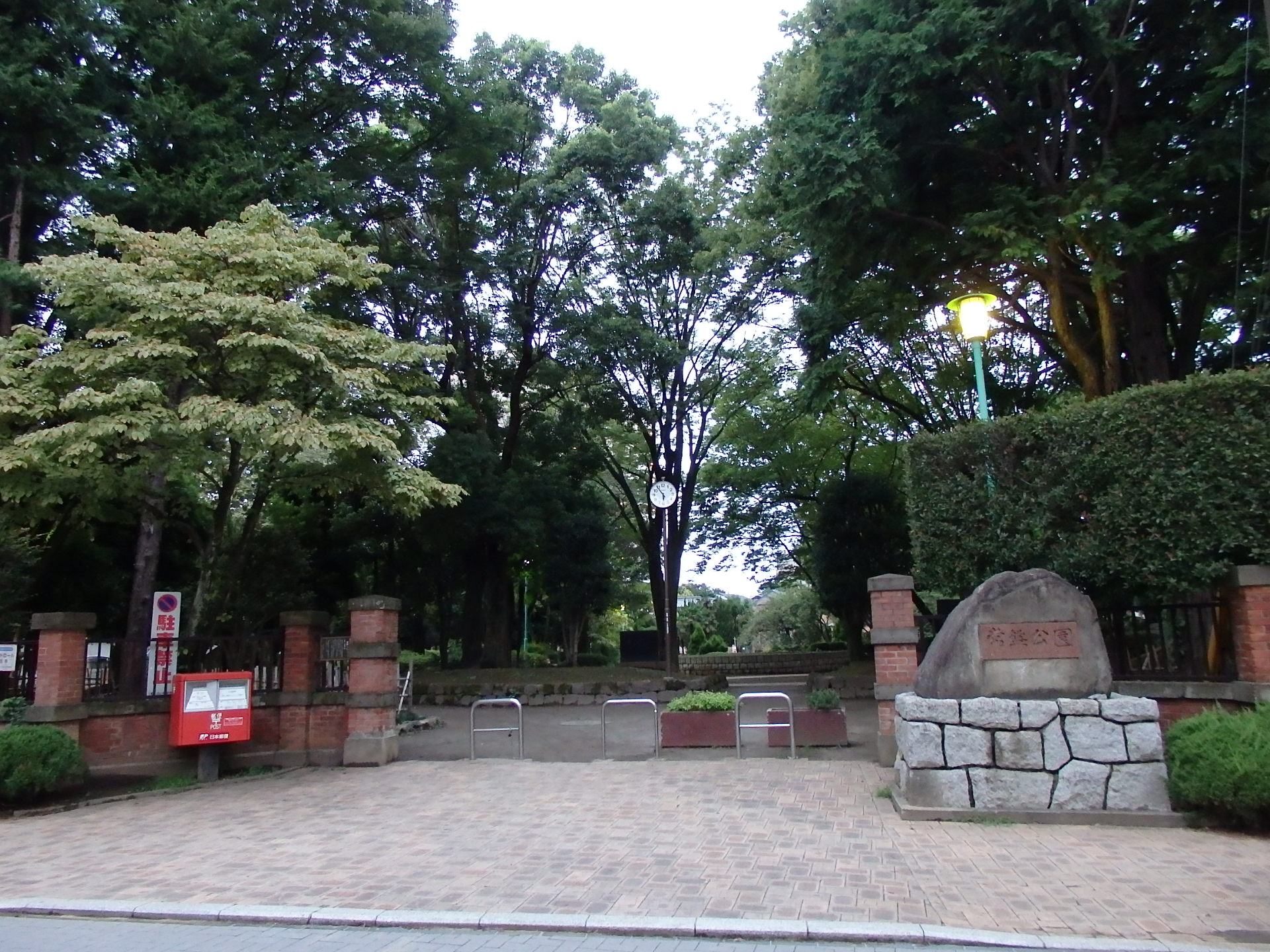
常盤公園

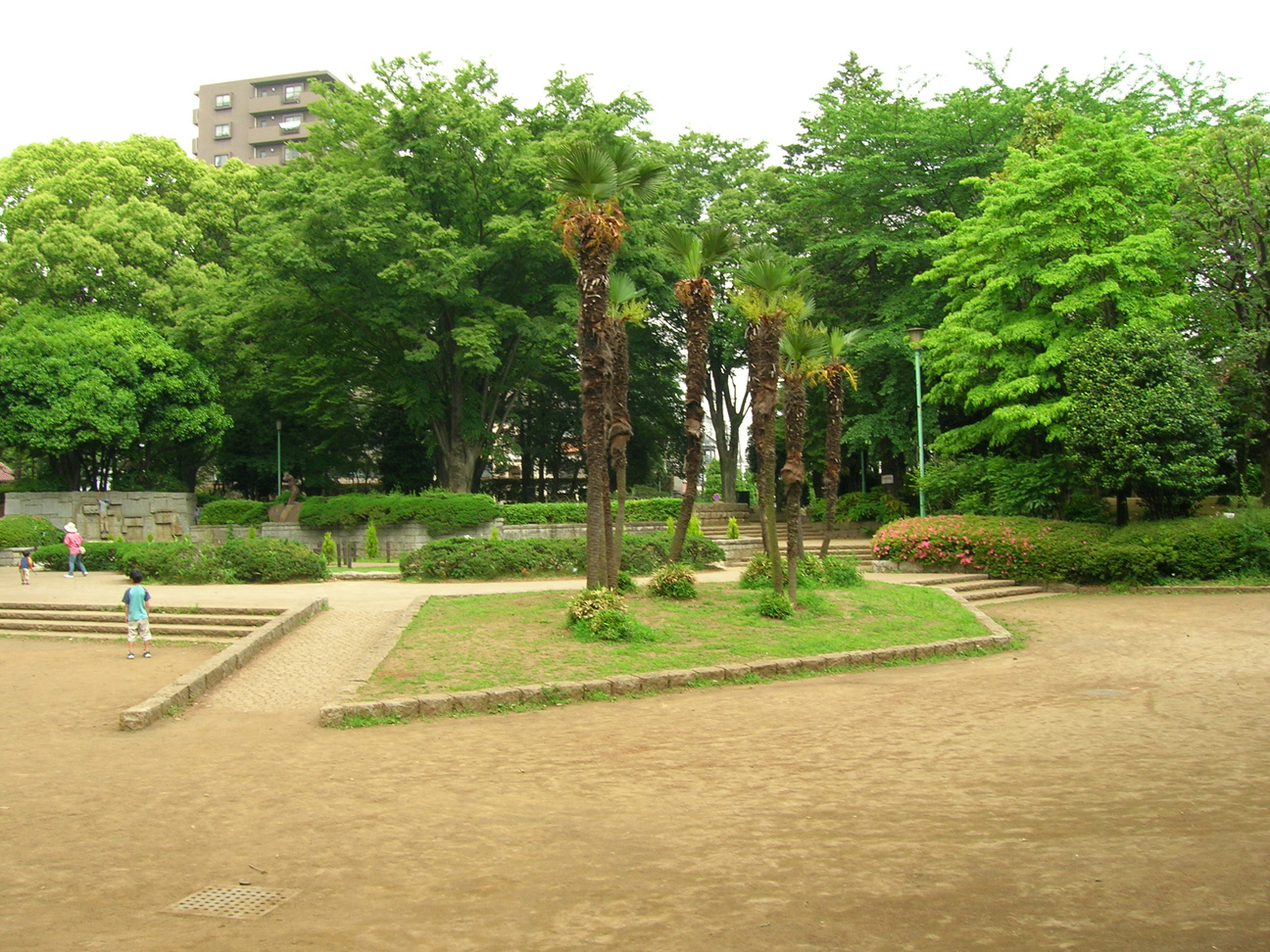
常盤公園内

常盤公園（ときわこうえん）は、埼玉県さいたま市浦和区常盤にある公園。かつて浦和御殿、浦和地方裁判所があった。面積は9669m2。

## 概要
埼玉県の県庁所在地である、さいたま市浦和区（旧浦和市）の中心駅、浦和駅（京浜東北線・宇都宮線・高崎線・湘南新宿ライン）西口から北に700m、徒歩13分の場所に所在する。旧中山道から公園まで整備された道路（市場通り）があり、公園周辺は赤レンガ塀で囲まれていて、かつて浦和地方裁判所だった頃の面影を残している。公園内には東屋、遊具などがある。浦和駅周辺は住宅が密集しており、大きな公園は調神社周辺の調公園と常盤公園しかなく、貴重な緑と公園スペースであるとともに、一時避難所にも指定されている。なお、埼玉県庁を過ぎて西には浦和を代表する別所沼公園がある。

## 歴史

### 浦和御殿
常盤公園の近くは浦和宿の本陣があった。江戸時代初期の常盤公園の場所は「浦和御殿」と呼ばれ、徳川家康や徳川秀忠が鷹狩りの際の休憩所として使用された。その後1611年（慶長16年）に廃止され、御殿は取り壊されたが、廃止後も「御殿跡」「御林」と呼ばれ、江戸幕府に保護・管理された。

### 浦和地方裁判所
明治26年になると、浦和御殿の跡地である林地に浦和地方裁判所が建設された。赤レンガ堀や塀など当時の名残を現在も見ることができる。裁判所・検察庁は1973年（昭和48年）に現在の場所である県庁南の新庁舎（浦和刑務所跡地）に移転した（さいたま市成立後、浦和地方裁判所はさいたま地方裁判所、浦和地方検察庁はさいたま地方検察庁に変更）。裁判所跡地には常盤公園が1976年（昭和51年）4月開園した。

## 常盤公園のキャラ木
裁判所があった頃からの名木であるキャラ（キャラボク）の木が現在も公園内に残され、浦和市時代から市指定天然記念物となっている。幹回り2.2m、根回り5m、高さ4mであったが、老木のため樹勢は衰えている。

## 周辺
- 浦和ロイヤルパインズホテル
- 浦和宿本陣跡
- 浦和宿二・七市場跡
- 市民会館うらわ
- さいたま市役所
- 玉蔵院